# Подуров, Тимофей Иванович
Тимофе́й Ива́нович Поду́ров (в некоторых документах — Паду́ров) (1723 — 10 (21) января 1775) — самарский, а впоследствии — оренбургский казак, участник Крестьянской войны 1773—1775 годов, один из ближайших сподвижников Е. И. Пугачёва. Один из девяти депутатов Уложенной комиссии 1767 года, принявших участие в восстании. Был приговорён к смертной казни вместе с Пугачёвым и другими главными участниками восстания, вопрос о применении смертной казни к депутату Подурову потребовал личного вмешательства Екатерины II и специального заседания суда.

## Биография

### До восстания
Тимофей Иванович Подуров (в документах XVIII века встречается написание фамилии, как Падуров, в таком виде она присутствует у А. С. Пушкина в «Истории Пугачёва» и архивных выписках) родился в 1723 году в Самаре в зажиточной казачьей семье, имевшей родственные связи с богатыми самарскими купцами Халевиными. Получил хорошее для своего времени образование, в казачью службу был записан в юном возрасте в 1738 году. К 1747 году, когда, как многие самарские казаки, Подуров был переведён в Оренбургское казачье войско, он был на хорошем счету у командования, считался бывалым казаком. В Оренбургском войске Подуров проходил службу как в крепостях пограничных линий по рекам Яик, Самаре и Сакмаре, так и в гарнизоне Оренбурга. К 1760 году Тимофей Подуров имел младшее офицерское звание хорунжего, воспитывал четырёх сыновей: Фёдора, Бориса, Никиту и Степана. В 1765 году был произведен в сотники, а в 1767 году был выбран в депутаты Уложенной комиссии, законодательного собрания по выработке нового Уложения, от Оренбургского казачьего войска, участвовал в заседаниях комиссии в Москве и Петербурге.

### Перебежчик и пугачёвский полковник
Начавшееся 17 (28) сентября 1773 года Пугачёвское восстание круто переменило жизнь и судьбу Тимофея Подурова. 24 сентября он возглавил отряд из 150 казаков, включенный в состав корпуса бригадира Х. Х. Билова, отправленного из Оренбурга против Пугачёва. Корпус занял оборону в Татищевой крепости, которая 27 сентября была атакована повстанческим отрядом. Отправленный в ходе штурма на вылазку, Тимофей Подуров со своим отрядом в полном составе перешёл на сторону пугачёвцев. Перебежчики помогли овладеть крепостью и тотчас же были зачислены в повстанческое войско. Пугачёв произвел Подурова в полковники 1-го Оренбургского конного полка. Полк Подурова, насчитывавший до 800 казаков и калмыков, был одним из крупнейших в главной армии Пугачёва, в течение полугода ведшей осаду Оренбурга.
К числу боевых достижений Подурова следует отнести сражение 13 января 1774 года. В тот день повстанческие полки, возглавляемые М. Г. Шигаевым, Т. И. Подуровым, Хлопушей и Д. С. Лысовым, нанесли сокрушительный удар по отряду Оренбургского гарнизона в полевом сражении у Бердской слободы, вынудили оный к беспорядочному бегству, после чего их противник уже не отваживался не только на наступательные действия, но и крупные вылазки из осажденного Оренбурга.
Деятельность Подурова в повстанческом лагере была многосторонней. Например, 4 ноября 1773 года он послал в Оренбург два письма, одно из которых было адресовано атаману Оренбургского казачьего войска В. И. Могутову, а другое — старшине яицких казаков М. М. Бородину; автор призывал их покориться власти «императора Петра Третьего» и уговорить губернатора И. А. Рейнсдорпа сдать город. Впоследствии с архивных оригиналов этих писем Пушкин снял копии, оказавшиеся в его собрании документальных заготовок к «Истории Пугачёва». Перу Подурова, по мнению Пушкина, принадлежало и ругательное послание, подброшенное к стенам Оренбурга 23 февраля 1774 года и адресованное Рейнсдорпу. Текст этого колоритно-язвительного документа воспроизведен в одном из примечаний к четвёртой главе «Истории Пугачёва».

### Пленение и суд
Весной 1774 года войско Пугачёва потерпело поражение от корпуса генерала П. М. Голицына в битве у Татищевой крепости и в сражении под Сакмарским городком. Ряд видных сподвижников Пугачёва попал в плен. Подуров был схвачен 1 апреля вблизи Каргалинской слободы. День спустя его доставили в штаб Голицына, где на допросе он дал показания о ближайших намерениях Пугачёва и месте вероятного его укрывательства. С 4 апреля Подуров содержался в Оренбурге. В начале мая туда прибыла секретная следственная комиссия и одним из первых допросила его. Полковник Подуров дал подробные показания, заявив в заключение, что после побега «императора Петра Третьего», считает его не подлинным Государем, но самозванцем и обманщиком Пугачёвым. Производивший дознание следователь, гвардии капитан-поручик С. И. Маврин, охарактеризовал Подурова следующим образом: «Сей плут — не дурак, но погрешил много, а теперь чистосердечно раскаиваетца. А как притом он депутат, то Ея Величеству доложить, кажется, должно, ибо таковыя, по узаконению, изъяты от всех бед и скорбий».
В ноябре 1774 года Подуров был отконвоирован в Москву, где производилось генеральное следствие. Руководитель следствия генерал П. С. Потёмкин отнёс Подурова к «1-му сорту» обвиняемых, заслуживающих осуждения к смертной казни, так как «он был виновником многаго развращения легкомысленного народа, которыя, по уму и достоинству депутатскому, к нему имели почтение» и «старался склонить верных яицких казаков к злодею, и писал многия письма». По приговору от 9 (20) января 1775 года, Подуров вместе с Пугачёвым, Перфильевым, Зарубиным-Чикой, Шигаевым и Торновым был осужден на смертную казнь. Повешен 10 января на Болотной площади в Москве.

## Вопрос о депутатской неприкосновенности
Подуров был одним из девяти депутатов Уложенной комиссии, поддержавших восстание Пугачёва. В черновике и беловом тексте «Замечаний о бунте» А. С. Пушкин осудил «противузаконность» казни Подурова, сославшись на именной указ Екатерины II от 14 декабря 1766 года, который ввёл в действие «обряд выбора» депутатов Уложенной комиссии, провозглашавший освобождение депутатов от телесного наказания, пыток и смертной казни. На это законоположение и ссылался Пушкин, предположивший, что Подуров, возможно, не знал об указе, а потому и не воспользовался им во время суда. По твёрдому убеждению Пушкина, Подуров «не мог ни в каком случае быть казнен смертию». Пушкин не исключал и того, что сама императрица не подумала об этом законе, или судьи упустили его из виду. «Казнь сего злодея противу закона. Вот один из тысячи примеров, доказывающих необходимость адвокатов», — писал Пушкин в комментариях к своей «Истории Пугачёва».
Пушкин, не получивший доступа к материалам судебного процесса, не знал, что Екатерина II лично занялась решением судьбы Подурова, передав через генерал-прокурора Сената А. А. Вяземского указание на заключительный абзац 25-й статьи «Обряда выбора», дававший право определять, кто из депутатов Уложенной комиссии мог быть наделён личной неприкосновенностью и кто мог быть её лишён. На специальном заседании суда 31 декабря 1774 (11 января 1775) года, судьи, исходя из этих указаний, рассмотрели вопрос о Подурове, а также о другом депутате-пугачёвце Горском, и приняли специальное определение, что в связи с тем, что объявленные льготы могли быть отнесены на тех депутатов, «кои действительно при сем деле трудились, и коих имена в подписке тоя или другой части проекта найдутся», а подписей Подурова и Горского не нашлось ни под одной из частей к проекту Уложения. Исходя из этого, Подуров и Горский не имели прав на депутатские привилегии, а потому «оного Подурова по ево злодеяниям из депутатов исключа, в сентенции депутатом не именовать».